# Сафронова Гора
Сафро́нова Гора — деревня в Струго-Красненском районе Псковской области России. Входит в состав сельского поселения «Марьинская волость».

## География
Находится на северо-востоке региона, в центральной части района, в лесной местности на р.
Теребинка.
Уличная сеть не развита.

## История
Первое упоминание населённого пункта на этом месте относится к 1498 гогу, как деревня Горка Быстреевского погоста Шелонской пятины.
В 1941—1944 гг. деревня находилась под фашистской оккупацией войсками Гитлеровской Германии.
С образованием Стругокрасненского района с 1927 до 1995 года деревня входила в Симанологский сельсовет, с января 1995 до января 2010 года — в Симанологскую волость. 
С 1 января 2010 года с упразднением Симанологской волости деревня входит в Марьинскую волость.

## Население
| 2001 | 2002 | 2010 | 2011 |
| ---- | ---- | ---- | ---- |
| 19   | ↗29  | ↘3   | ↗10  |

## Инфраструктура
В 1930-41, 1944-50 годах действовал колхоз «Сафронова Гора». В 1950-57 гг. — деревня стала центром укрупнённого колхоза «Красный Октябрь». В 1957—1989 гг. — бригада Красный Октябрь совхоза «Вперёд» (Ефимов, Фёдоров, 2015).
Горское земское училище (1911,1915), Сафроно-Горская школа I ступени (1927), Сафроногорская семилетняя школа (1950, 1956), Сафроногорская начальная школа (1966) (Ефимов, Фёдоров, 2015).

## Транспорт
Деревня доступна по просёлочным дорогам и дороге местного значения , по которой курсирует общественный транспорт.